# Diecezja Vasai
Diecezja Vasai – diecezja rzymskokatolicka w Indiach. Została utworzona w 1998 z terenu archidiecezji bombajskiej.

## Ordynariusze
- Thomas Dabre (1998–2009)
- Felix Anthony Machado (2009–2024)
- Thomas D’Souza (od 2024)